# 돔 트루퍼
돔 트루퍼(영어: Dom Trooper, 일본어: ドムトルーパー)는 TV 애니메이션 《기동전사 건담 SEED DESTINY》에 등장하는 모빌 슈트(MS)로 분류되는 가공의 유인 조종식 인간형 로봇 병기이다. 작품 내에서는 단순히 "돔"이라고 호칭된다.
메카닉 디자인은 오오카와라 쿠니오가 담당하였다.

## 제작 에피소드
《기동전사 건담 SEED DESTINY》의 감독인 후쿠다 미츠오는 인터뷰에서 돔 트루퍼의 발안자는 이 작품에서 캐릭터 디자인을 담당한 히라이 히사시라고 밝혔다. 후쿠다에 의하면 구프 이그나이티드의 등장이 결정된 후 "자쿠, 구프, 돔은 갖추고 싶다"는 히라이의 요청으로 돔 트루퍼가 탄생하게 되었다고 한다. 또한, 돔 트루퍼의 파일럿 중 한 명인 힐다 하켄의 디자인은 건담 시리즈의 첫 작품인 《기동전사 건담》에 등장하는 마틸다 아잔의 안대를 착용한 모습을 의식한 것이라고 언급했다.

## 같이 보기
- 건담 시리즈의 병기 목록
- 기동전사 건담 SEED DESTINY